# 1812 Gilgamesh
Az 1812 Gilgamesh (ideiglenes jelöléssel 4645 P-L) a Naprendszer kisbolygóövében található aszteroida. Cornelis Johannes van Houten, Ingrid van Houten-Groeneveld és Tom Gehrels fedezte fel 1960. szeptember 24-én.